# 9399 Pesch
9399 Pesch este un asteroid din centura principală de asteroizi.

## Descriere
9399 Pesch este un asteroid din centura principală de asteroizi. A fost descoperit pe 29 septembrie 1994 la Kitt Peak National Observatory în cadrul proiectului Spacewatch. El prezintă o orbită caracterizată de o semiaxă mare de 2,59 ua, o excentricitate de 0,16 și o înclinație de 3,8° în raport cu ecliptica.